# Invasione austriaca della Toscana
(Indirizzo delle donne milanesi alla Toscana, giugno 1848)
La invasione austriaca della Toscana rappresentò, insieme alla repressione della Repubblica Romana ed all'assedio di Venezia, il culmine del processo repressivo che spense, definitivamente, le rivoluzioni italiane del 1848.

## Antefatti

### Moti rivoluzionari e costituzioni
Le vicende che portarono alla invasione del Granducato di Toscana ebbero inizio nel gennaio 1848, quando giunse notizia della insurrezione di Palermo contro i Borboni di Napoli, scoppiata il 12.  Seguì una rivoluzione a Napoli, il 27, che costrinse, due giorni dopo, Ferdinando II a promettere la Costituzione, promulgata l'11 febbraio.
Lo stesso 11 febbraio Leopoldo II di Toscana, cugino primo dell'imperatore in carica Ferdinando I d'Austria, concesse la Costituzione, nella generale approvazione dei suoi sudditi.

### Prima fase della Prima guerra di indipendenza
Dopo di che gli eventi si susseguirono incalzanti: il 22-24 febbraio rivoluzione a Parigi ed instaurazione della Seconda Repubblica, il 4 marzo Carlo Alberto concesse agli Stati Sardi lo Statuto Albertino, il 14 marzo papa Pio IX concesse lo statuto, 13 marzo insurrezione a Vienna e caduta del Metternich, 17 marzo grande manifestazione popolare a Venezia che impose al governatore la liberazione dei detenuti politici, fra cui Manin, 18 marzo inizio delle cinque giornate di Milano.
Giunta a Firenze la notizia delle cinque giornate di Milano, il 21 marzo 1848 Leopoldo II, bon gré ou mal gré, dichiarò guerra all'Austria ed inviò l'esercito al comando del generale De Laugier verso il Quadrilatero. Queste si portarono assai bene a Curtatone e Montanara il 29 maggio, consentendo a Carlo Alberto la bella vittoria di Goito. Ma poi vennero le vittorie del Radetzky a Vicenza, il 10 giugno e Custoza, il 23-25 luglio.  Di lì cominciò una veloce, ma ordinata, ritirata verso l'Adda e Milano, dove si svolse, il 4 agosto la battaglia di Milano, al termine della quale Carlo Alberto si risolse a chiedere l'armistizio di Salasco.

## Rivoluzione e controrivoluzione nel Granducato

### Ricadute sul governo del Granducato
Ancora il 26 giugno, recandosi dalla sua residenza a Palazzo Pitti a Palazzo Vecchio, nel salone dei Cinquecento, ove si teneva l'apertura del neonato parlamento toscano, difendeva “questo meraviglioso risorgimento d'Italia” che permetteva “di ordinare lo Stato secondo i bisogni dei tempi e di proclamare e di discutere in faccia all'Europa la nazionale indipendenza”.
Nel successivo il 17 agosto venne costretto a licenziare il governo moderato del Ridolfi, sostituendolo con Capponi. Poi, il 25 agosto, scoppiò una rivolta 'democratica' a Livorno, condotta dal Guerrazzi.  Sull'onda di quei fatti, Capponi si dimise il 9 ottobre. Il 27 ottobre Leopoldo cedette alle pressioni e conferì l'incarico al democratico Montanelli, che prese il Guerrazzi come ministro degli interni, ed inaugurò una politica ultrademocratica, ovvero, nella terminologia politica dell'epoca, volta alla unione con gli altri stati italiani ed alla ripresa congiunta della guerra all'Austria.
In attesa della ripresa delle ostilità (vigeva ancora l'armistizio di Salasco), la questione politica del momento era il precipitare della crisi politica nello Stato della Chiesa di Pio IX: il 15 novembre era stato assassinato il ministro dell'interno Pellegrino Rossi e, la sera del 24 novembre, il Pontefice fuggì nella fortezza napoletana di Gaeta, sotto la protezione dei cannoni di Ferdinando II. Vi resterà sino al 12 aprile 1850 (ben oltre la caduta della Repubblica Romana).
Dopo di che la nuova giunta di governo romana sciolse il parlamento e convocò le elezioni per il 21-22 gennaio 1849.

### Proclamazione della Repubblica Toscana
Montanelli richiese a Leopoldo l'elezione di trentasette deputati toscani da mandarsi alla Costituente romana. Fece approvare la proposta dal Parlamento, ma la necessaria controfirma del Granduca non giunse mai in quanto, il 30 gennaio, questi abbandonò Firenze per Siena, da dove, il 7, partiva per Porto Santo Stefano, ove prese alloggio su una nave militare inglese. Qui organizzò l'estrema resistenza: d'accordo con Carlo Alberto, comandò alle truppe toscane di De Laugier (eroe di Curtatone e Montanara) di riunirsi a La Marmora a Sarzana, per marciare su Firenze e reinsediare il Granduca.
L'operazione cominciò il 17 con la pubblicazione di un apposito proclama di De Laugier, da Massa. La mossa era assai azzeccata, in quanto Carlo Alberto avrebbe: (I) consentito la continuazione della alleanza tosco-sarda, (II) ristabilito la reputazione del Regno di Sardegna come fattore d'ordine della politica italiana, (III) impedito ogni successiva mossa austriaca verso l'Italia centrale. Tanto che essa si infranse contro la decisa opposizione di Radetzky, che minacciò la ripresa della guerra sul Ticino. Cosicché si mosse il solo De Laugier, ma i suoi soldati rifiutarono di battersi contro una colonna di volontari mandata loro incontro da Livorno, e il generale dovette fuggire presso La Marmora (l'evento causò a Torino la caduta del governo Gioberti).
Nel frattempo, l'8 febbraio era giunto a Livorno Mazzini, accolto da una folla in tripudio: fu proprio lui ad annunciare la fuga del Granduca e della sua famiglia, con la folla che rispondeva "Viva la Repubblica!". Il 9 febbraio venne istituito un triumvirato composto da Guerrazzi, Montanelli, Mazzoni, che scrisse una nuova costituzione e proclamò, il 15 febbraio la Repubblica.
Sfumata la speranza di un intervento sabaudo, il 21 febbraio Leopoldo partì sulla nave inglese per Gaeta, ove si mise sotto la protezione di Ferdinando II. Un mese più tardi la nuova assemblea elettiva di Firenze, inaugurata il 25 marzo, proclamò, il 27 marzo, Guerrazzi dittatore. Montanelli, invece, su posizioni più 'democratiche' rispetto al neoeletto, lasciò Firenze per Parigi, come ambasciatore.

### Rivoluzione moderata a Firenze
Il principale oppositore del nuovo governo repubblicano fu il Municipio di Firenze che, già il 24 febbraio si era opposto alla proclamazione dello stato d'assedio.  Giunta, con quattro giorni di ritardo, la notizia della disfatta di Novara, del 23 marzo, il Municipio di Firenze cominciò una contro-rivoluzione, che vinse con l'appoggio dell'esercito e della guardia nazionale.
L'occasione venne dagli scontri fra la popolazione fiorentina ed i volontari livornesi, al seguito del Guerrazzi, fra il 9 e l'11 aprile.  Il 12 scese in città una turba di campagnoli, sicuramente organizzati, i quali abbatterono i simboli della neonata repubblica e si fecero sotto al parlamento.  Al che il Municipio costituì una Commissione governativa che rilevò il governo e fece arrestare il dittatore, che, chiosa il Conti, “si rivelò insufficientissimo uomo di stato, quant'era ardente patriotta e illustre scrittore” (restò in carcere sino al luglio 1853, deinde in esilio). Del nuovo governo facevano parte Capponi e Ricasoli (destinati ad una fortunata carriera politica nell'Italia unita), maggiore generale conte Luigi Serristori (che di lì a pochi giorni consegnerà il Granducato agli austriaci), Torrigiani, Capoquadri.
Il passaggio dei poteri non fu senza conseguenze, talché la ultra-democratica Livorno continuò un governo ‘popolare’, sostanzialmente contrario ai nuovi reggenti fiorentini. Comunque, già il 12 aprile la repubblica venne accantonata.

### I moderati richiamano il Granduca
Da Firenze partì,una delegazione inviata a Gaeta per invitare Leopoldo al ritorno. Questa giunse a Gaeta il 1º maggio. Leopoldo II inviò, lo stesso giorno, il Serristori (partito il 12 aprile da Firenze per Gaeta) suo commissario plenipotenziario.  Serristori rientrò a Firenze il 4 maggio, assunse la carica e lanciò un proclama in cui dichiarò nulli tutti gli atti governativi emanati in Toscana dall'8 febbraio all'11 aprile, promettendo, per converso, la restaurazione del regime costituzionale.

## L'invasione austriaca

### Invasione austriaca del generale d'Aspre
Ma non era tutto, in quanto il Granduca aveva già chiesto il soccorso degli Austriaci. Dalché il luogotenente-feldmaresciallo Costantino d'Aspre (reduce dalle brillanti vittorie di Volta Mantovana, Mortara e Novara, nonché dalla rioccupazione di Parma) si presentò sotto l'Appennino con il suo 2º corpo d'armata ed accompagnato dall'Arciduca Alberto, dal Walmoden e da Francesco V d'Asburgo-Este. Quest'ultimo recava truppe sue, per cui l'intera spedizione totalizzava 18.000 uomini, oltre a cento cannoni, genio ed un po' tutto il necessario ad una vera e propria campagna militare.
Il 5 maggio il d'Aspre conduceva il suo II Corpo d'armata alla occupazione di Lucca, il 6 di Pisa, tenendo la marcia verso Livorno, città ribelle al governo di Firenze e governato da una giunta mazziniana.
A Pisa d'Aspre pubblicò un proclama annunziando di essere venuto in Toscana per ristabilire l'ordine e la sicurezza.  Riconosceva, inoltre, l'autorità del governo civile del Serristori, ma assumeva il comando dell'esercito granducale.  Quest'ultimo, è bene saperlo, non mostrò alcuna resistenza e le truppe di stanza nelle province occupate si “affratellarono” volentieri con gli Austriaci. D'Aspre incontrò, anche, il giorno 7, una delegazione di maggiorenti di Livorno, pur privi di alcun titolo di rappresentanza: essi non ottennero alcuna garanzia, ma anzi la precisa minaccia che “il solo tiro fatto da una finestra avrebbe bastato perché quella casa fosse spianata dalle sue artiglierie”. L'8 seguirono i consoli di Francia, Inghilterra e Stati Uniti d'America, convocati su richiesta dello stesso d'Aspre.

### Assedio e sacco di Livorno

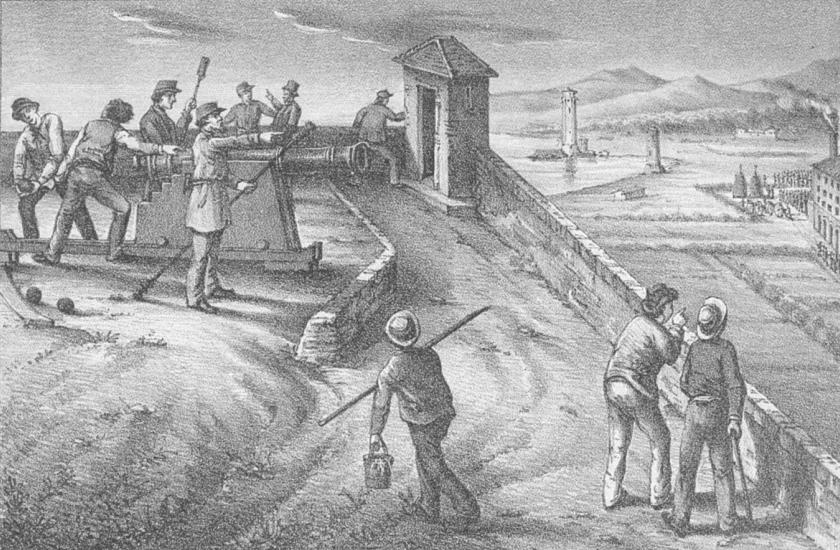
La difesa di Livorno dal Forte San Pietro

Nonostante le minacce, Livorno, difesa da poche centinaia di cittadini, chiuse le porte e venne assalita il 10 maggio, alle 10'30 del mattino, mentre gran parte della popolazione evacuava fuggendo imbarcandosi in fretta su tutte le imbarcazioni disponibili o rifugiandosi presso le abitazioni di alcuni consoli stranieri.
La sera venne, forse, innalzata sulla torre del Duomo la bandiera bianca.  Della circostanza non si è certi. In ogni caso non vi fu alcun atto di capitolazione e non vennero aperte le porte.
L'indomani mattina, 11 maggio, riprese il bombardamento, che permise al d'Aspre di aprire una breccia tra Porta San Marco e Barriera Fiorentina, da dove il sovrabbondante esercito invasore sommerse la città. Ma da diversi edifici venne bersagliato da fucilate e la truppa prese a comportarsi come in una città presa d'assalto. D'Aspre poteva, infatti, considerare ogni precauzione superflua e consentì il saccheggio e la rappresaglia: gli assalitori irruppero in tutti gli edifici da cui proveniva resistenza, uccidendo e saccheggiando, sino alla sera.
Seguirono almeno 317 fucilazioni (fonti contemporanee parlano di 800). Il 17 maggio impose un riscatto straordinario di un 1,2 milioni di fiorini, da pagarsi entro 24 ore.  Memorabile la vicenda di Enrico Bartelloni, conosciuto bottaio a cui oggi è intitolata una piazza di Livorno, che dopo aver combattuto per due giorni contro gli austriaci, alla fine degli scontri rivolse frasi ingiuriose ad una sentinella per farsi riconoscere ed arrestare e venne quindi venne fucilato.
La crudeltà del comportamento del d'Aspre si evince bene, considerando la sproporzione fra l'inerme città e l'enormità dell'esercito invasore, che poteva raggiungere il Duomo già verso mezzogiorno.
Costantino d'Aspre si era macchiato di un vero crimine di guerra, ma poteva ben affermare (in un proclama del successivo 24 maggio da Empoli) che: “la fazione che opprimeva Livorno fu dalle mie armi distrutta”.
Seguì una rapida ‘normalizzazione’: con proclama dello stesso 11 maggio, d'Aspre proclamò lo stato d'assedio, proibì il possesso di armi da fuoco e da taglio e l'uso di coccarde, sciolse la Guardia Civica, abolì l'uso del tricolore. Nominò, infine, comandante militare il von Wimpfen.

### Proteste dei moderati fiorentini
Nel frattempo i moderati fiorentini protestarono energicamente al Serristori l'invasione straniera.  Già il 6 maggio venne indirizzato al plenipotenziario la seguente nota:
Il plenipotenziario cercò di guadagnare tempo, affermando che Leopoldo II non aveva avanzato alcuna richiesta di intervento, che l'intervento era subito piuttosto che richiesto, che d'Aspre si sarebbe limitato ad occupare Livorno. Protestarono anche gli ambasciatori inglese e francese, ma il Granducato era parte della zona di influenza austriaca ed è ragionevole supporre che i loro governi ne fossero, perlomeno, informati.
Le cose divennero all'improvviso più chiare il 24 maggio, quando il d'Aspre, avanzato sino ad Empoli, lanciò un nuovo proclama, indirizzato agli “Abitanti di Firenze”, in cui dichiarava che l'invasione era dovuta al “dovere ... a cedere al desiderio del Granduca di por termine allo stato d'anarchia sotto il quale già da lungo tempo gemeva il vostro bel paese …. chiamato ora dal vostro Principe, vengo con le mie armi e truppe nella vostra città, come amico, come vostro alleato."
Il 25 maggio il Municipio di Firenze (lo stesso che aveva deposto il Guerrazzi e richiamato il Granduca) indirizzava una pubblica lettera al sovrano affermando che: “il proclama del generale d'Aspre ... [causava al] cuore del popolo ... rammarico di oltraggiata dignità, [impediva] un nuovo patto d'amore, una nuova ragione di fiducia scambievole” e, già che c'era, ricordava che “il proclama del generale d'Aspre sta in opposizione così manifesta con ... le vostre parole recate a noi dalla deputazione [a Gaeta] e confermate dal commissario straordinario”.

### Occupazione austriaca di Firenze
Leopoldo II non rispose ma fece seguire atti conseguenti: lo stesso giorno d'Aspre entrò in Firenze, prese base alla Fortezza da Basso e, d'accordo con il Serristori ordinò lo scioglimento della Guardia Nazionale e il disarmo dei cittadini, pose la città come in stato d'assedio e sottopose alla giurisdizione dei tribunali militari austriaci anche il giudizio dei reati comuni.  Celebre è il detto del Capponi che, udito il rumore della truppa di invasione che passava su Ponte Vecchio, ringraziò Dio di averlo reso cieco per non vederli.
Dopo alcuni giorni Serristori depose i propri poteri e annunciò la formazione di un nuovo governo, guidato dal Baldasseroni (e del quale fece parte il De Laugier, che veniva così, giustamente, ricompensato).
Nel frattempo, il 29 giugno, d'Aspre veniva decorato della croce di Commendatore (il massimo di tre livelli) dell'Ordine di Maria Teresa, a significare i grandissimi meriti guadagnati presso la dinastia.

## Il rientro del Granduca
Leopoldo sbarcò a Viareggio solo alla fine di luglio e rientrò a Firenze il 28, addirittura dopo il Radetzky (giunto il 6 giugno), preceduto da un drappello di cavalleria ungherese.  Cominciò bene, e proclamando una modesta amnistia, approvando la spesa di 171 lira per le due tavole di bronzo coi nomi dei fiorentini morti in Lombardia nel 1848, da porsi nella Basilica di Santa Croce ed organizzando, alla fine del 1849, un plebiscito in favore della restaurazione del governo granducale, che ovviamente vinse. Promettendo, al contempo, una nuova costituzione.

### Prolungata continuazione della occupazione militare austriaca
Ma continuava l'occupazione militare, sottolineata da grandi eventi quali la parata delle truppe austriache al Parco delle Cascine, il 18 agosto, genetliaco del giovane Francesco Giuseppe. Non aiutò Leopoldo la terribile miopia politica del giovane Francesco Giuseppe. Questi pretese dal cugino che venisse ad omaggiarlo a Milano, in occasione della fallimentare visita a Milano, Monza e Como (quest'ultima condita dalla disastrosa conclusione delle grandi manovre di Somma Lombardo).  Non contento, lì gli annunciò la istituzione di un nuovo reggimento di dragoni denominato "Granduca di Toscana".  Il Granduca abbozzò ed andò pure a ricevere il regalo avvelenato, al suo arrivo a Firenze.
Per sancire lo stato di fatto dell'occupazione, il 27 aprile 1850 Il Leopoldo II sottoscrisse una convenzione militare con l'Austria, che prevedeva il mantenimento di corpo di spedizione di 10.000 soldati (le truppe austriache si ritirarono solo nella primavera del 1855).

### Continuati errori politici di Leopoldo II
Poi le cose presero decisamente una brutta piega: il 25 aprile 1851 sottoscrisse un concordato, con il quale concesse illimitata libertà ed autonomia alla Chiesa dell'ormai reazionario Pio IX, in cambio del formale riconoscimento della successione del 1737 (una questione che si trascinava da 115 anni), ciò che gli inimicò ulteriormente l'opinione democratica e patriottica;  represse nel sangue una nuova rivolta a Livorno; con decreto dell'8 maggio 1852 rinnegò formalmente la costituzione del 17 febbraio 1848, sotto le continue pressioni austriache. Per finire, nel 1857 accolse Pio IX, ormai radicalmente ostile alla causa italiana in visita a Firenze.  Tutto ciò compromise definitivamente le chance del Granduca di partecipare alle successive fasi del Risorgimento.

### Assoggettamento completo alla linea politica reazionaria di Francesco Giuseppe
In effetti, il fallimento di Leopoldo II non è che un aspetto del generale fallimento della politica austriaca in Italia, fortemente voluta dall'imperatore Francesco Giuseppe ed affidata all'ormai ottuagenario feldmaresciallo Radetzky, governatore plenipotenziario del Lombardo-Veneto e, per ciò stesso, protettore degli stati vassalli di Parma, Modena e, appunto, Toscana.

## Ragioni del fallimento della politica di pacificazione di Leopoldo II
Il vero errore di Leopoldo II, fu di non smarcarsi dalla politica reazionaria del cugino imperatore, legando, nel bene e nel male, le sorti del suo regno a quelle della dominazione imperiale sul Lombardo-Veneto. Ciò nonostante che Leopoldo, in linea con le attitudini che contraddistinsero l'intero suo regno, assumesse un atteggiamento assai più mite, rispetto alle sanguinarie repressioni applicate dal Radetzky in Lombardia e nel Veneto.
Resterebbe da stabilire se egli mai ne ebbe la possibilità o, per lo meno, la volontà.  Si disse che Leopoldo “non seppe né volle dissimulare di sentirsi austriaco di affetti e di sentimenti”.  Nella memoria popolare tali avvenimenti vennero, negli anni seguenti, esemplificati dalla faccenda della ‘divisa austriaca’.  Pare che il d'Aspre (denotando una sensibilità politica degna del suo capo Radetzky) richiese al Granduca di presentarsi in divisa da feldmaresciallo austriaco: questi preferì sempre portare la divisa della guardia nazionale toscana, tranne in un'unica (pare) occasione, all'opera, come gli venne, da quel momento, sempre rimproverato.  In ogni caso, il legame di rispetto che lo legava alle élite politiche del Granducato si era definitivamente consumato.

## Conseguenze: la fine del Granducato di Toscana
Il 24 aprile 1859, Leopoldo respinse l'invito di Vittorio Emanuele II ad unirsi alla guerra all'Austria, ciò che causò, il 27 aprile, la sollevazione di Firenze, che spinse il granduca a lasciare la Toscana.  Venne istituito un governo provvisorio, e Vittorio Emanuele venne proclamato dittatore.  Egli rifiutò la dittatura ma accettò, il protettorato, nominando Boncompagni commissario generale per la durata della guerra.
Leopoldo abdicò il 21 luglio a favore del figlio maggiore Ferdinando IV, ed emise un proclama ai Toscani, con il quale concedeva la costituzione e riconosceva i diritti della nazione.
L'assemblea toscana, riunita dall'11 agosto 1859,  proclamò, il 16 agosto la caduta della casa di Lorena e la unione con il Regno di Sardegna.  Seguì il plebiscito dell'11-12 marzo 1860, e l'ingresso di Vittorio Emanuele in Firenze, il 17 febbraio 1860.